# Ancienne synagogue de Mende
L'ancienne synagogue est un bâtiment situé au centre-ville de la commune de Mende, en France. Situé dans l'ancien quartier juif, le bâtiment est partiellement inscrit aux monuments historiques depuis 1930. Il s'agit d'un bâtiment traversant à double adresse: d'une part le 17 rue Notre-Dame, d'autre part sur la rue Léopold Monestier. La mairie de Mende en a fait l'acquisition en 2018. Le quartier juif était dans la rue Notre-Dame.

## Historique

### Synagogue
Au Moyen Âge, le quartier juif de Mende se trouvait dans l'ouest de la ville, délimité par les remparts et la rue du Chastel. La synagogue placée à l'intérieur d'une maison d'habitation était donc en son centre. En 1306 le roi de France Philippe le Bel expulse les juifs du Gévaudan dont Mende est la capitale. Le propriétaire de la synagogue, Ferrier le Juif, est alors dessaisi de sa propriété au profit de l’évêque de Mende Guillaume VI Durand.

### Couvent chrétien
Le bâtiment est alors récupéré vers 1310 par les prêtres du collège des Toussaints fondé par l'évêque en mémoire de son oncle et prédécesseur Guillaume V Durand.

### Bâtiment profane
Ce couvent se maintient jusqu'à la Révolution française quand le bâtiment est vendu comme bien national. Il appartient depuis à différents propriétaires privés. 
Le passage et la cour sont inscrits au titre des monuments historiques en 1930. Dans les années 1970 une restauration a eu lieu.